# Clemens Sender
Clemens Sender (* 23. November 1475 in Lauingen; † 26. Februar 1537 in Augsburg) war ein Augsburger Geschichtsschreiber und Benediktiner.
Sender trat im Jahr 1496 ins Kloster Sankt Ulrich und Afra Augsburg ein. Ein Jahr später wurde er dort Profess und erhielt 1501 die Priesterweihe. Im Jahr 1527 wurde er als Prior bezeugt. Er verfasste eine zwölfbändige lateinische Weltchronik, die er „Chronographia“ (1523–1534) nannte. Kurz vor seinem Tod verfasste er zudem eine Augsburger Stadtchronik auf Deutsch, die die Anfänge der Stadt bis zum Jahr 1536 behandelte. Sie ist vom katholischen Standpunkt geprägt und bezeichnet die Reformation als verderbliches Übel. Sender war für längerer Zeit der letzte Geschichtsschreiber des Klosters.